# 日本児童出版美術家連盟
一般社団法人日本児童出版美術家連盟（にほんじどうしゅっぱんびじゅつかれんめい、Japan Children's Book Artists Society）は、絵本など児童向け出版物のために絵画などを制作する美術家の団体。略称は「童美連」または、「JCBAS」。
1964年8月、結成。画家の著作権を守る運動に取り組む。原画の返却の徹底や増刷に伴う印税支払いのシステムも確立してきた。いわさきちひろ、赤羽末吉、谷内六郎、滝平二郎、深沢紅子、箕田源二郎、馬場のぼるらも生前は会員だった。
専門部として、著作権部、事業部、広報部、会報部、書記局、厚生部、会計部がある。「文芸美術国民健康保険組合」に加盟。

## 沿革
- 1964年8月、結成。
- 1965年、日本美術家連盟、日本漫画家協会、日本理科美術協会、日本童画家協会、出版美術家連盟とともに、日本美術著作権連合を設立[3]。
- 1974年、日本国際児童図書評議会参加。
- 2001年、子どもの読書推進会議参加。
- 2004年、出版物貸与権管理センター参加。

## 主な事業
- 著作権に関する活動
  - 日本美術著作権連合(日本美術著作権機構、日本複写権センター)　
  - 日本著作者団体協議会
  - 児童書四者懇談会
  - 出版物貸与権管理センター
- こどもの本・読書推進の活動 
  - 日本国際児童図書評議会
  - 国際子ども図書館を考える全国連絡会
  - 子どもの読書推進会議
- 展覧会開催(原則として４年ごと)
- 作品集発行(原則として４年ごと)

## 注
1. ↑  会員名簿児童出版美術家連盟サイト
2. ↑  各部紹介児童出版美術家連盟サイト
3. ↑  日本美術著作権連合とはイラストレーター・塚崎健吾公式サイト内